# ウィレム・バレンツ

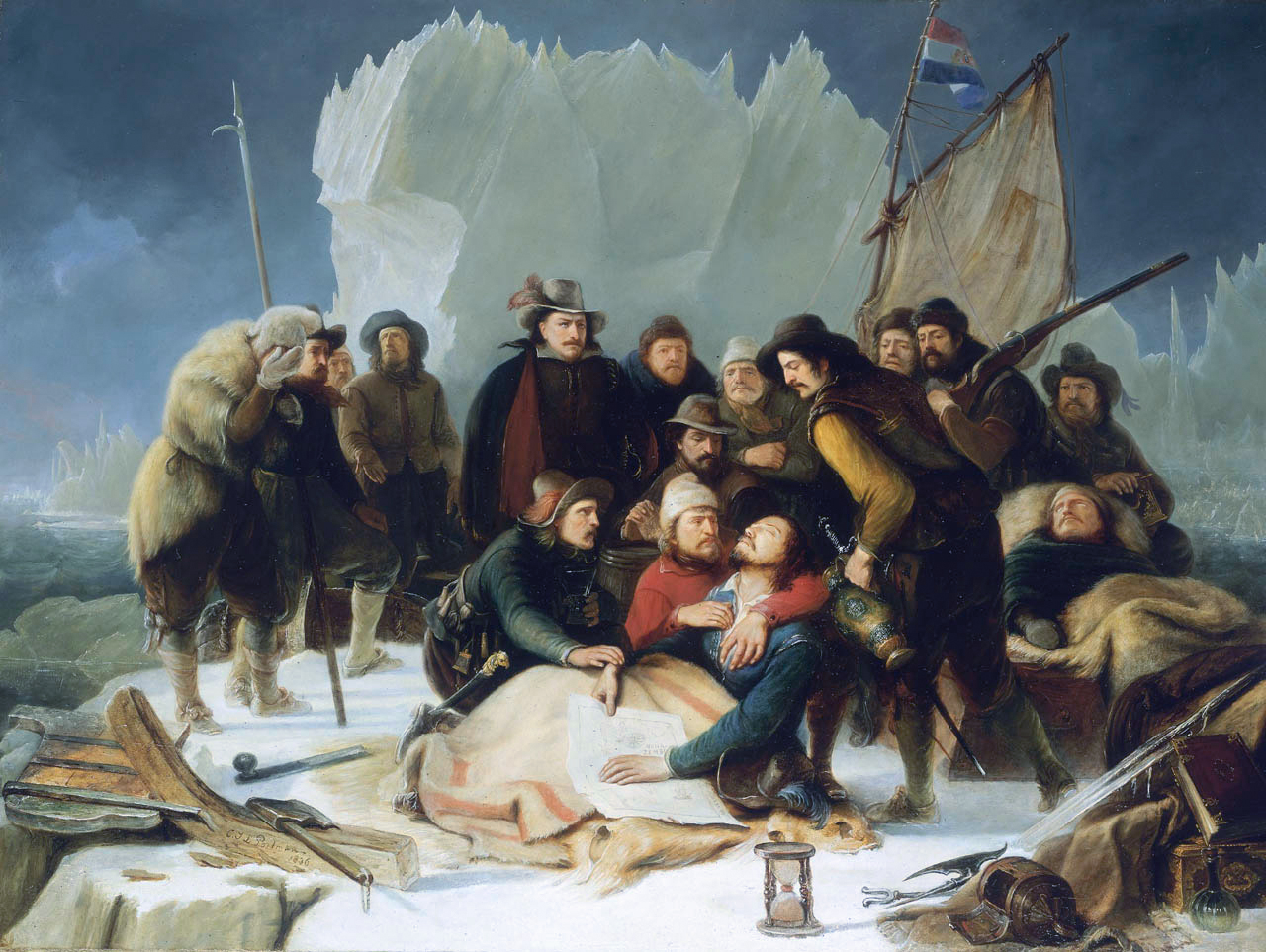
ウィレム・バレンツの最期

ウィレム・バレンツ（Willem Barentsz,1550年ごろ - 1597年6月20日）は、オランダの航海士、探検家。ヨーロッパ北部の海を探検した初期のヨーロッパの探検家の一人である。
1594年、東アジアに至る北東航路探検のため、2隻の船でアムステルダムを出航。ノヴァヤゼムリャの西岸に達した。そのまま島にそって北に進んだが、結局は引き返した。
翌1595年、7隻の船でヴァイガチ島南部の水路の通過を試みるも、既に凍結していたために失敗。
1596年の3度目の探険では2隻の船で出航し、スヴァールバル諸島を発見。スピッツベルゲン島（「尖った山」の意）と名づける（実際には既に12世紀末よりノルウェー人たちに知られていたとも言われる）。
その後船を東に向け、ノヴァヤゼムリャの北側を回ったが、氷に閉ざされたために、ノヴァヤゼムリャ北東岸での越冬を余儀なくされた。1597年春になっても船が動けなかったために、1597年6月13日にボートでコラ半島に向けて出発。船員たちの多くが生還したが、バレンツは1597年6月20日にノヴァヤゼムリャ付近で命を落とした。
1871年、バレンツらが越冬した家が完全な形で発見された。そこに残されていた多くのものはハーグに保管されている。1875年にはバレンツの日記の一部が発見された。バレンツの目的であった北東航路横断は、1879年にスウェーデンの探検家アドルフ・エリク・ノルデンショルドによって成し遂げられた。
バレンツ海は彼の名をとって名づけられたものである。また、スヴァールバルにはバレンツブルクと名づけられた場所があり、現在はロシアの管理する炭鉱がある。